# Boulevard des Sources
Le boulevard des Sources est une artère de Montréal.

## Situation et accès
Ce boulevard, d'orientation nord-sud, situé dans l'ouest de l'île de Montréal qu'il  traverse complètement, commence au sud à l'intersection du chemin du Bord-du-Lac et rapidement  croise l'autoroute 20 à la sortie 53. Il croise ensuite l'autoroute 40 à la sortie 55. Par la suite, il traverse Dollard-Des Ormeaux et rencontre le boulevard de Pierrefonds et boulevard Gouin au nord. Il se termine sur la rue Debours dans un tout nouveau quartier résidentiel.

## Historique
Favorisant le déplacement d’une concession à l’autre, ce tracé est connu dès les débuts de 1700. La côte Saint-Rémi est mentionnée dans l'arrêt du conseil royal de 1722, elle prendra plus tard le nom de 'les Sources'. Le tracé n'est cependant désigné Boulevard qu'en 1961.

## Bâtiments remarquables et lieux de mémoire
- Station Des Sources